# 최홍석
최홍석(崔弘錫, 1988년 6월 26일~2024년 1월 9일)은 대한민국의 배구 선수, 배구 해설위원(SBS Sports)이다.

## 프로시절
2011-2012 신인드래프트에서 전체 1순위로 입단하였다. 프로 첫 해부터 맹활약을 하며 신인상을 수상하였다. 이후 계속 팀의 주전레프트를 맡아 활약하였다. 2016-2017시즌에는 팀의 주장을 맡아 활약하기도 하였다. 이후 FA에서 4억원에 재계약하였다. 하지만 2017-2018시즌에서는 대표팀 후유증으로 인해 백업으로 시작하고 있다.
2019-2020시즌 중인 11월 21일에 최홍석<->장준호, 이승준 트레이드로 안산 OK금융그룹 읏맨로 이적하였다. 

## 선수 은퇴 이후
2022년 11월부터 2023년 3월까지 SBS Sports의 프로배구 해설위원으로 활동한다.

## 사망
2024년 1월 9일에 갑작스럽게 향년 35세로 사망했다. 빈소는 인천시민장례식장에 마련됐으며, 11일 오후 1시에 발인됐다. 유족 측은 사인 공개를 원치 않아 사인은 비공개 처리됐다.

## 학력
- 가야초등학교
- 동래중학교
- 부산동성고등학교
- 경기대학교